# فيل كوكس
فيل كوكس (بالإنجليزية: Phil Cox)‏ هو سياسي أمريكي، ولد في 1974.